# Замок Рокфліт

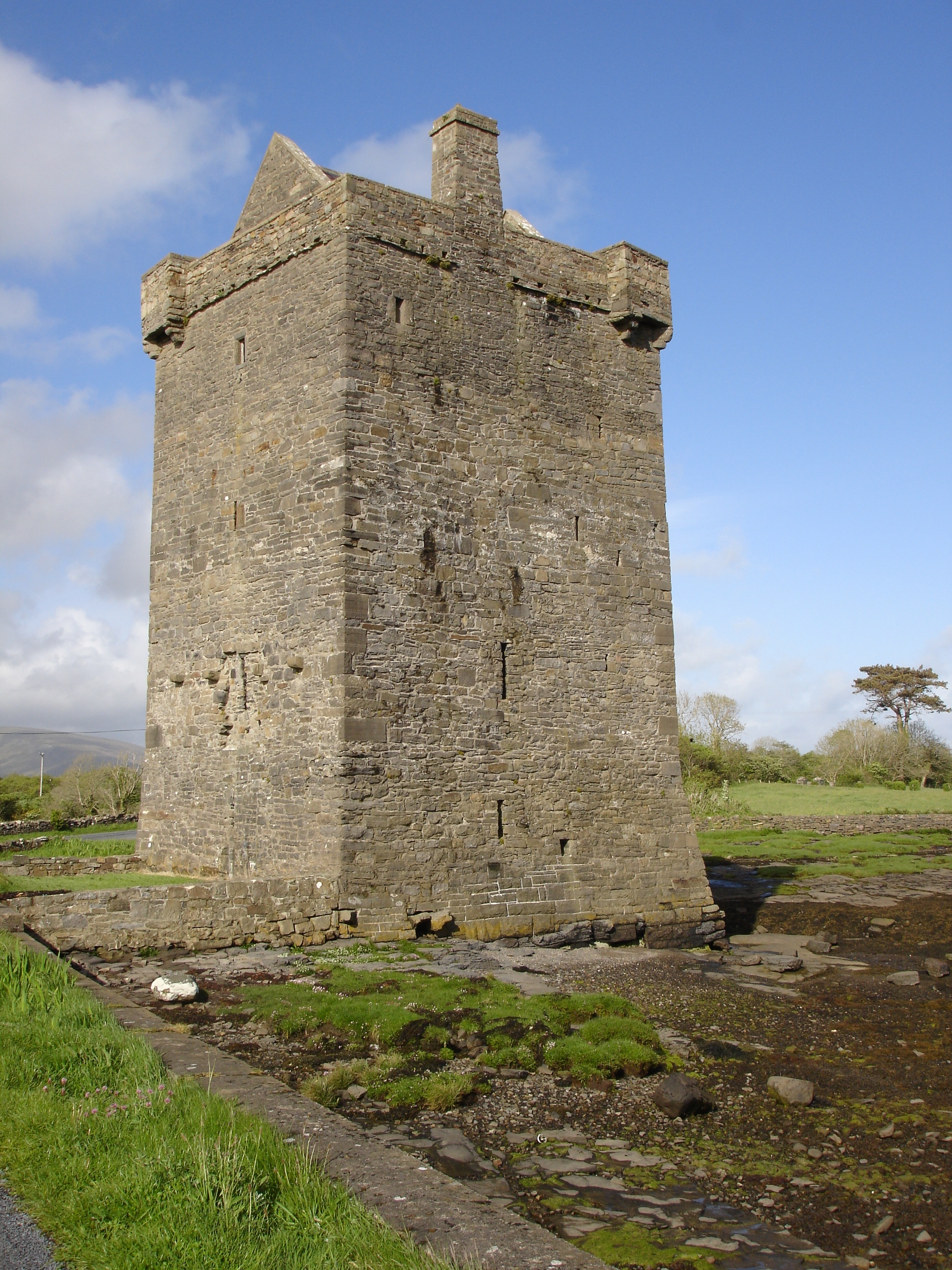
Замок Рокфліт.

Замок Рокфліт (англ. Rockfleet Castle, Carrickahowley Castle, ірл. Carraig an Chabhlaigh) — замок Каррікаговлі, замок Каррайг ан Хаблайг — один із замків Ірландії, розташований у графстві Мейо, біля міста Ньюпорт. Замок баштового типу. Побудований у середині XVI столітті. Замок належав Грайнне (Грейс) О'Мейллі — жінці, що стала вождем клану О'Мейллі, королевою піратів Ірландії.
Є версія, що замок побудував Рістард Йарайнн Берк (Річард Берк — Річард Залізний) — XVIII лорд Мак Вільям Йохтар. У 1546 році Грайнне О'Мейллі одружилася з Доналом ан Хогайдом Флайтбертах — Доналом О'Флахерті — вождем клану О'Флахерті. Після смерті Донала Грейс одружилася з Річардом Залізним — Річардом Берком в 1566 році. Коли Річард помер у 1583 році, замок перейшов у володіння Грейс. У 1593 році вона зустрілась із королевою Англії Єлизаветою I й отримала ліцензію на війну проти ворогів королеви — ліцензію грабувати кораблі Іспанії та інших країн, з якими Англія ворогувала.
Є легенда про замок Рокфліт, що говорить мотузка з камбуза Грейс приповзла сама в замок і прив'язала на верхньому поверсі замку ліжко до дверей замку.
Замок Рокфліт висотою чотири поверхи, 18 м. Замок відкритий для туристів. Ключ від замку можна попросити на сусідній фермі. Якщо просити ввічливо, то ключ Вам дадуть і до замку пустять. Дорогу до замку зробили в 2015 році. До цього доступ до замку був ускладнений, особливо під час високих припливів.